# Таганрогский металлургический завод
Акционерное общество «Таганрогский металлургический завод» (АО «ТАГМЕТ») — российское металлургическое предприятие, одно из крупнейших трубных предприятий России. Относится к трубным заводам «Большой восьмёрки». Специализируется на производстве стали и труб. Входит в состав Трубной металлургической компании.

## Наименования завода
- с 1896 по 1922 — Таганрогский металлургический завод
- с 1922 по 1930 — Таганрогский металлургический завод «Югосталь»
- с 1930 по 1957 — Таганрогский металлургический завод им. А. А. Андреева
- с 1957 по 1971 — Таганрогский металлургический завод
- с 1971 по 1992 — Таганрогский металлургический завод ордена Октябрьской революции
- с 1992 по 1998 — АО «Таганрогский металлургический завод»
- с 1998 по 2015 — ОАО «Таганрогский металлургический завод» / ОАО «ТАГМЕТ»
- с 2015 по 2020 — ПАО «Таганрогский металлургический завод» / ПАО «ТАГМЕТ»
- с 2020 по наст. время — АО «Таганрогский металлургический завод» / АО «ТАГМЕТ»

## История
Торжественно открыт в Таганроге в 1896 году, после создания титулярным советником Н. К. Флиге и бельгийскими подданными графом П. де Гемптин, Л. Тразенстером и Ю. Б. Герпеньи акционерного Русско-Бельгийского общества по строительству металлургического завода. Основным акционером был бельгиец Альберт Нев. Главноуправляющий делами Таганрогского металлургического общества А. Нев в справке начальнику Юго-Восточного горного управления сообщал, что инициатива постройки металлургического завода принадлежала «группе Бельгийских капиталистов, имеющих во главе участников Акционерного металлургического общества в Угрэ (Бельгия), Французское общество трубопрокатных заводов в Лувроале (Франция) и листопрокатных заводов в Жюпильи (Бельгия)…».
Оборудование старого бельгийского завода фирмы «Джон Коккериль» в городе Льеж было демонтировано и перевезено в Таганрог. В строительстве принимало участие большое количество крестьян из окрестностей города, селившихся в землянках и мазанках вокруг завода. Так складывались жилые районы, известные под названиями Скараманговка, Соловки. В районе Колонка были построены дома для инженеров и руководителей.
Официальное и торжественное открытие завода состоялось 28 июня 1897 года, к этому времени задули первую доменную и мартеновские печи, подготовили к пуску листопрокатный цех.
Первую продукцию завод выпустил 27 сентября 1897 года. Бельгийские инженеры, руководители среднего звена, были расселены в специально построенных домиках, образовавших таганрогский район «Колонка» близ завода.

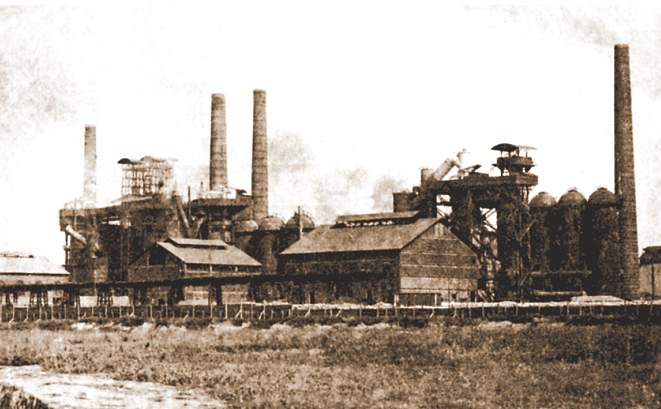
Доменные печи. Таганрог, 1900 г.

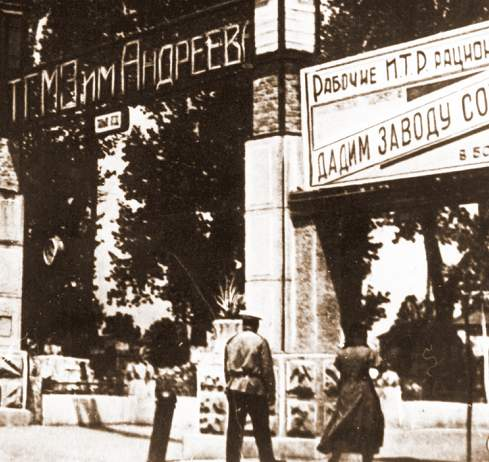
Проходная ТМЗ, 1932 г.

В 1898 году на заводе уже работали две доменные печи, три мартеновских печи, три томасовских конвертера, толстолистовой прокатный стан, стан для прокатки сортового железа.
В 1914 году завод выпускал и военную продукцию: броневые листы, шрапнельные гранаты.
Весной 1913 года Таганрогское металлургическое общество выкупило у собственников Керченский металлургический комбинат.
В 1918 году завод был национализирован.
В 1922 году завод едва не был закрыт. Трест «Югосталь», которому подчинялся Таганрогский металлургический завод, в 1922 году решил, что восстановление завода невозможно и он непригоден к дальнейшей работе. Был начат демонтаж оборудования, и только вмешательство председателя ВСНХ СССР Ф. Э. Дзержинского спасло завод от ликвидации.
В 1933 году был построен и запущен трубопрокатный цех, оснащённый пильгер-станами производства немецкой компании Mannesmann. Новый цех десятилетиями называли «маннесманновским».
В 1941 году, во время оккупации, фашисты полностью разрушили металлургический завод. 30 августа 1943 года Таганрог освобождён от немецко-фашистских оккупантов. С первых дней освобождения рабочие приступили к восстановлению завода. В ноябре был введён в эксплуатацию мартеновский цех № 1 с тремя печами, вслед за ним — бандажепрокатный цех.
В 1957 году на завод подан природный газ из месторождения в Ставропольском крае. Мартеновские печи переведены на магнезито-хромитовые своды и систему пароиспарительного охлаждения. Построены заводской спортивный павильон и медсанчасть. В 1970 году закончено строительство семиэтажной пристройки главной конторы заводоуправления.
В 1960 году было начато строительство трубосварочного цеха № 3. Пуск его состоялся в 1962 году.
В 1967 году был запущен в эксплуатацию новый пилигримовый стан 4-6" в выстроенном для него трубопрокатном цехе № 2. Стан был предназначен для производства обсадных, бурильных и нефтепроводных труб диаметром от 114 до 168 мм. Новый цех включал в себя две кольцевые печи с вращающимся подом, прошивной пресс, карусельную печь для подогрева стаканов, стан-удлинитель, две пилигримовые клети с индивидуальными приводами и подающими аппаратами, устройствами для внестановой зарядки дорнов в гильзы, секционную подогревательную печь, калибровочный и редукционный станы, охладительные столы и два правильных стана.
В трубосварочном цехе № 4 в 1974 году поставлен мировой рекорд проката труб — 1200 метров в минуту.
В 1975 году был открыт новый Дворец культуры и техники им. В. И. Ленина, реконструированный по проекту архитектора Г. А. Петрова.
В 1983 году освоен выпуск обсадных труб по новому ГОСТу в трубопрокатном цехе № 1. В 1985 году окончено строительство участка бурильных труб с приваренными замками в трубопрокатном цехе № 2. Бурильные трубы производства Таганрогского металлургического завода использовались при строительстве Кольской сверхглубокой скважины.
В 1991 году был выведен из эксплуатации листопрокатный цех.
В декабре 1992 года решением Администрации Ростовской области государственное предприятие Таганрогский металлургический завод был реорганизован в акционерное общество открытого типа «Таганрогский металлургический завод». Контрольный пакет акций в размере 41,35 % стал собственность работников завода.
23 марта 1995 года в цехе непрерывной печной сварки труб обрушились четыре пролета кровли общей площадью почти 14 тысяч квадратных метров. Погибли сразу 13 рабочих, ещё один пострадавший скончался по дороге в больницу. Были госпитализированы 17 человек. Это была крупнейшая техногенная катастрофа за всю историю завода.
В 1995 году был остановлен и выведен из эксплуатации бандажепрокатный цех.
30 марта 2002 года компания Альфа-Эко, скупившая 42 % акций завода, при поддержке ОМОН и прибывших из Ростова-на-Дону судебных приставов, предприняла попытку силового захвата заводоуправления завода. Захвату воспрепятствовали около тысячи работников завода, пришедших к заводоуправлению на защиту своего предприятия по сигналу заводской сирены.
В 2002 году инвестиционная компания «Ринако», входящая в холдинг МДМ, консолидировала 97 % акций ОАО «ТАГМЕТ».
В марте 2003 года в Таганроге руководителями региональной власти, инвестиционной компании «Ринако», Трубной металлургической компании и входящего в неё Таганрогского металлургического завода было подписано соглашение о социально-экономическом сотрудничестве в 2003 году.
В 2003 году был введён в эксплуатацию агрегат комплексной обработки стали «ковш-печь» производства итальянской компании Danieli.
В 2006 году в мартеновском цехе введена в эксплуатацию пятиручьевая машина непрерывного литья заготовок (МНЛЗ) для получения круглой заготовки диаметром 150, 340, 360, 400 мм. Каждый ручей МНЛЗ оборудован установкой электромагнитного перемешивания в кристаллизаторе.
В 2008 году в трубопрокатном цехе № 2 запущен новейший трубопрокатный комплекс Premium Quality Finishing (PQF) немецкой фирмы SMS Meer, пришедший на смену пильгер-станам. Этот трубопрокатный комплекс стал первым подобным комплексом в России.
В 2010 году был построен и запущен в работу участок вакуумирования стали производства компании SYTCO (Швейцария).
В августе 2013 года была запущена дуговая сталеплавильная печь, пуск которой завершил на Таганрогском металлургическом заводе эру мартеновских печей.
На 2016 год завод насчитывал 150 трудовых династий. Среди них такие известные, как Ермоленко, Родиных, Науменко, Симуковых, Фомченко, Ткаченко, Мульчиных, Никитиных, Коронец, Печегиных, Орловых, Коршенковых и многих других.
За несколько лет, предшествующих 2021 году, Трубная металлургическая компания инвестировала в развитие завода около 35 миллиардов рублей.
23 февраля 2024 года вместе с другими компаниями группы «ТМК», АО «Таганрогский металлургический завод» включён в блокирующий санкционный список США направленный «против металлургического и горнодобывающего сектора России».

## Продукция завода

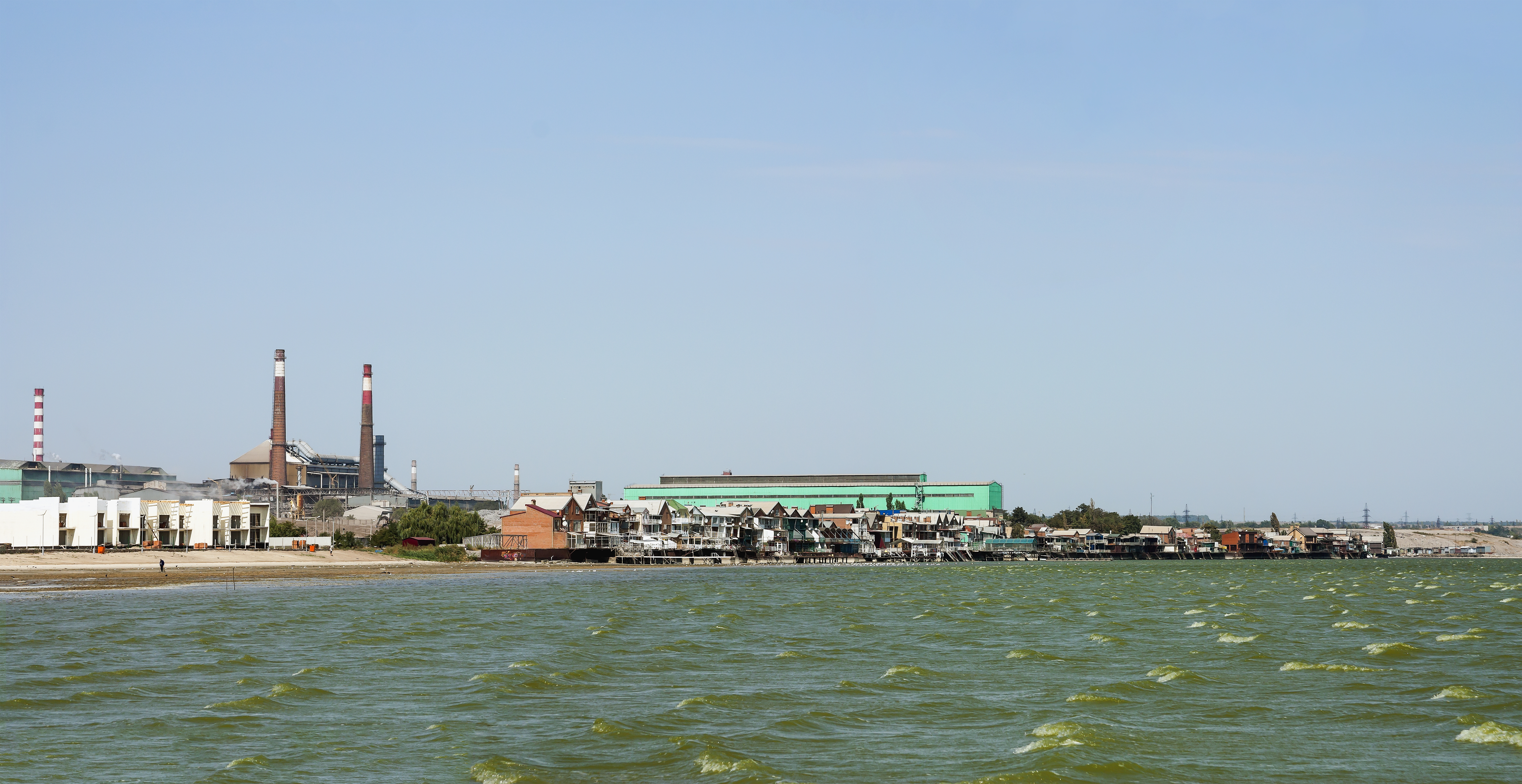
Корпуса Таганрогского металлургического завода, вид с моря

### Основная продукция завода
- Производство стали
- Трубы стальные бесшовные горячедеформированные
- Бурильные трубы с приварными замками
- Насосно-компрессорные трубы
- Обсадные трубы и муфты к ним
- Трубы для ремонта скважин
- Трубы и профили стальные сварные
- Трубы стальные водогазопроводные
- Трубы стальные электросварные прямошовные
- Трубы профильные и профили
- Резьбоуплотнительные смазки

### Товары народного потребления
- Изделия из хрусталя (производство закрыто в 2012 году)[30]
- Оцинкованная посуда

## Производство изделий из хрусталя
Участок по производству хрустальных изделий был открыт на заводе в 1973 году при трубосварочном цехе № 3. При производстве применяются разнообразные способы декорирования: ручное алмазное гранение, матовая гравировка, химическая полировка. Продукция хрустального участка была удостоена ряда наград: золотые и платиновые медали конкурса «Всероссийская марка (III тысячелетие). Знак качества XXI века», дипломы региональных конкурсов «Лучшие товары Дона», всероссийского конкурса «Сто лучших товаров России», дипломы многих отечественных и международных выставок.
В 2002 году при участке по производству хрустальных изделий был организован новый участок, сувенирный, занятый производством эксклюзивных заказов. Одним из первых стал заказ на изготовление хрустального герба Российской Федерации.
В январе 2010 года, во время визита на ОАО «ТАГМЕТ» президента РФ Д. А. Медведева, ему была преподнесена изготовленная заводскими мастерами уникальная хрустальная ваза ручной работы.
В 2012 году участок по производству хрусталя был закрыт в связи с его нерентабельностью.

## Численность сотрудников
| Год       | 1913 | 1914 | 1915 | 1917 | 1923 | 1930 | 1931 | 1934  | 2011  | 2013 | 2014 | 2015 | 2016 | 2022 |
| Тенденция | ▲    | ▲    | ▼    | ▲    | ▼    | ▲    | ▲    | ▲     | ▼     | ▼    | ▼    | ▼    | ▼    | ▼    |
| Кол-во    | 4300 | 4937 | 3935 | 4799 | 600  | 3815 | 5000 | 11210 | 10813 | 7500 | 7000 | 6500 | 6000 | 5700 |

## Руководители
| - 1896—1900 — Ю. Б. Герпеньи - 1900—1916 — А. А. Нев - 1918—1918 — И. Д. Матюшин - 1922 — Я. С. Гугель - 1922 — Г. В. Шаблиевский - 1922—1927 — С. А. Беликов - 1927—1930 — А. П. Григорьев - 1930—1932 — Ф. З. Лысенко - 1932—1936 — Б. Л. Колесников - 1937—1938 — С. И. Резников - 1938—1939 — М. К. Орлов - 1940—1941 — И. Ф. Белобров - 1943—1957 — А. М. Астахов - 1957—1963 — Е. И. Леонов - 1963—1986 — П. Е. Осипенко - 1986—1997 — А. Ф. Шулежко - 1997—1998 — В. А. Шанилов - 1998—2002 — С. А. Бидаш - 2002 — А. А. Горшков (конфликт «Альфа-Эко») - 2002—2003 — Н. И. Мирской (исполнительный директор) - 2002—2003 — А. Г. Бровко - 2003—2011 — Н. И. Фартушный - 2011—2016 — Д. А. Лившиц - 2016—2024 — С. И. Билан - с 2024 — В. Г. Новиков | - 1917—1918 — Г. А. Осецимский - 1918—1920 — Тупэ - 1920—1922 — Е. Г. Крушель - 1922—1922 — Г. А. Осецимский - 1922—1926 — А. С. Точинский - 1927—1929 — Н. И. Талыков - 1930—1932 — Н. М. Тюбаев - 1932—1933 — А. П. Скородумов - 1933—1936 — М. Г. Колесников - 1936—1938 — А. П. Скородумов - 1939—1941 — А. А. Коньков - 1943—1963 — А. А. Коньков - 1963—1963 — А. И. Иванов - 1963—1981 — В. Н. Коробецкий - 1981—1986 — А. Ф. Шулежко - 1986—1995 — С. В. Калибатовский - 1995—1997 — В. А. Шанилов - 1997—2003 — Н. И. Фартушный - 2003—2015 — В. В. Мульчин (технический директор) - 2014—2017 — П. Ю. Горожанин (главный инженер) - 2017—2021 — Д. А. Левченко - 2021—2024 — И. К. Шарафаненко - с 2024 — А. М. Наумов |

## Известные сотрудники
- Бондаренко, Михаил Маркович (1905—1938) — советский государственный и партийный деятель. Работал разнорабочим, электриком, помощником сталевара[источник не указан 738 дней].
- Верба, Владимир Степанович (1954) — доктор технических наук, профессор, директор банка «Петровский» (1992—2002), председатель совета директоров завода (2002)[источник не указан 738 дней].
- Голубец, Иван Карпович (1916—1942) — Герой Советского Союза (посмертно), старший матрос-пограничник. Работал в листопрокатном цехе завода.
- Купин, Иван Владимирович (1914—1998) — Герой Советского Союза, генерал-майор артиллерии. Работал нарезчиком труб в ТСЦ-1.
- Ломакин, Василий Иванович (1920—1944) — Герой Советского Союза (посмертно), гвардии рядовой. Работал в листопрокатном цехе.
- Осадчий, Яков Павлович (1901—1977)— советский хозяйственный деятель, директор ПНТЗ (1938—1954), директор ЧТПЗ (1956—1977). Герой Социалистического Труда (1966).[38]
- Петляков, Владимир Михайлович (1891—1942) — авиаконструктор, участник разработки первых тяжелых бомбардировщиков ТБ-1 и ТБ-3, создатель пикирующих бомбардировщиков ПЕ-2 и ПЕ-8, лауреат Государственной премии СССР (1941).[38]
- Поветкин, Пётр Георгиевич (1906—1970) — Герой Советского Союза, гвардии полковник. Работал в механическом цехе.
- Семериков, Константин Анатольевич (1959) — российский металлург, мэр Таганрога (2002—2003), генеральный директор ОАО «ТД ТМК», Заслуженный металлург РФ (1996).
- Старовойт, Фёдор Степанович (1884—1968) — создатель одного из первых проектов вертолета (1910). Работал в доменном цехе.[39]
- Строганов, Алексей Михайлович (1962) — российский журналист, главный редактор «Новой таганрогской газеты». Работал электромонтёром в ТСЦ-2 с 1987 до 1991 года.
- Тарасенко, Михаил Васильевич (1947) — российский профсоюзный, государственный и политический деятель. Депутат Государственной Думы V, VI и VII созывов.[38]
- Федорченко, Иван Михайлович (1909—1997) — украинский советский учёный в области металлургии. Педагог, профессор, доктор технических наук, член-корреспондент АН УССР (с 1957). Академик НАН Украины. Лауреат Государственной премии УССР. Один из создателей порошковой металлургии в СССР.[38]
- Хаславский, Олег Львович (1948—2021) — российский поэт, переводчик. Работал токарем на участке подготовки прокатного инструмента ТПЦ-2 в 1986 году.
- Цымбал, Лидия Афанасьевна (1926—2013) — российский историк и педагог, директор Таганрогского краеведческого музея, создатель музея ТАГМЕТ[источник не указан 738 дней].
- Чубуков, Семён Исаакович (1907—1983) — Герой Советского Союза, гвардии майор. Работал газооператором в энергетическом цехе с 1959 по 1974 год[источник не указан 738 дней].
- Шевелёв, Марк Иванович (1904—1991) — Герой Советского Союза, полярный исследователь. С 1919 по 1921 год трудился рабочим на ТМЗ.[38]
- Шурухин, Павел Иванович (1912—1956) — Герой Советского Союза, генерал-лейтенант. Работал в ТСЦ-1[источник не указан 738 дней].

## Завод в кинематографе
- В 1979 году на Таганрогском металлургическом заводе снимались эпизоды художественного фильма «День свадьбы придётся уточнить» (в главных ролях Евгения Симонова, Борис Щербаков)[40].